# Historic district
Een historic district in de Verenigde Staten is een geheel van gebouwen of locaties die door een of meerdere overheden zijn aangewezen als historisch en architectonisch belangrijk. De districts variëren sterk van grootte: sommige bestaan uit honderden bouwwerken, andere slechts uit enkele.
Federaal aangewezen historic districts staan automatisch op de National Register of Historic Places. De federale toekenning wordt gedaan door het United States Department of the Interior. Deze inschrijving geeft echter geen bescherming van de bouwwerken; eigenaren in het gebied zijn vrij hun eigendom aan te passen. De lokale toekenning (op county of gemeentelijk niveau) van een historic district is juridisch bindender, vergelijkbaar met een beschermd stadsgezicht in Nederland. Er zijn meer dan 2300 lokaal aangewezen historische gebieden in de Verenigde Staten. 
Het eerste aangewezen historische district was in Charleston, South Carolina in 1931 door de lokale overheid.
Pas in 1966 werd het National Register of Historic Places opgericht als gevolg van de National Historic Preservation Act of 1966.